# Bucerotidae
Păsările rinocer (Bucerotidae) alcătuiesc o familie cu ca. 50 de specii de păsări, răspândite în Africa, la sud de Sahara, arhipelagul malaiez  și Asia de Sud.

## Caracteristici generale
Speciile din această familie au devenit cunoscute prin ciocul turtit deosebit de mare, care este curbat în jos, marginile sunt dințate, iar deasupra mandibulei superioare, au o creastă osoasă de forme diferite. Deși ciocul este mare, el este ușor datorită țesutului spongilos și lacunar din interior. Păsările folosesc ciocul ca și papagalii, ca ajutor la cățărat. Ochii păsărilor sunt prevăzuți cu un fel de gene, caracter întâlnit rar la păsări. Picioarele sunt dactile, uneori cenodactile. Aripile sunt scurte, zborul este greoi și stângaci. Talia păsărilor diferă de la mărimea unei stăncuțe până la forme giganice care depășesc mărimea unui curcan. Penajul în general, este închis, negru, negru-cenușiu și cafeniu. 

## Mod de viață
Păsările rinocer trăiesc în regiuni împădurite, în general în grupe mici, cu excepția genului Bucorvus care trăiește solitar. Sunt păsări monogame, cuiburilor lor sunt foarte durabile, fiind situate în cavitățile arborilor. După împerechere femela este zidită cu argilă de mascul. În cuib timp de câteva luni femela și puii vor fi hrăniți printr-un orificiu de mascul. Scopul acestor măsuri de siguranță este  de a apăra familia de maimuțe, șerpi sau alte animale cățărătoare. Hrana păsărilor este compusă din fructe, insecte sau animale mici. Puii se nasc fără creastă osoasă pe cioc, ei ajungând după mai mulți ani la maturitate.

## Sistematică
Următoarea cladogramă care prezintă relațiile dintre genuri se bazează pe un studiu filogenetic molecular realizat de Juan-Carlos Gonzalez și colaboratorii săi și publicat în 2013. Numărul de specii din fiecare gen este preluat din lista păsărilor din lume menținută de Frank Gill, Pamela C. Rasmussen și David Donsker în numele Uniunii Internaționale a Ornitologilor.
|  | Lophoceros – 8 specii |
|  |                       |
|  | Tockus – 10 specii    |
|  |                       |

|  | Berenicornis           |
|  |                        |
|  | Horizocerus – 4 specii |
|  |                        |

|  | Ceratogymna – 2 specii |
|  |                        |
|  | Bycanistes – 6 specii  |
|  |                        |

|  | Berenicornis           |
|  |                        |
|  | Horizocerus – 4 specii |
|  |                        |

|  | Ceratogymna – 2 specii |
|  |                        |
|  | Bycanistes – 6 specii  |
|  |                        |

|  | Rhinoplax          |
|  |                    |
|  | Buceros – 3 specii |
|  |                    |

|  | Anorrhinus – 3 specii                                                            |
|  |                                                                                  |
|  | \| \| Ocyceros – 3 specii \| \| \| \| \| \| Anthracoceros – 5 specii \| \| \| \| |
|  |                                                                                  |
|  | Ocyceros – 3 specii                                                              |
|  |                                                                                  |
|  | Anthracoceros – 5 specii                                                         |
|  |                                                                                  |

|  | Ocyceros – 3 specii      |
|  |                          |
|  | Anthracoceros – 5 specii |
|  |                          |

|  | Rhyticeros – 6 specii                                                                 |
|  |                                                                                       |
|  | \| \| Rhabdotorrhinus – 4 specii \| \| \| \| \| \| Penelopides – 5 specii \| \| \| \| |
|  |                                                                                       |
|  | Rhabdotorrhinus – 4 specii                                                            |
|  |                                                                                       |
|  | Penelopides – 5 specii                                                                |
|  |                                                                                       |

|  | Rhabdotorrhinus – 4 specii |
|  |                            |
|  | Penelopides – 5 specii     |
|  |                            |

|  | Rhyticeros – 6 specii                                                                 |
|  |                                                                                       |
|  | \| \| Rhabdotorrhinus – 4 specii \| \| \| \| \| \| Penelopides – 5 specii \| \| \| \| |
|  |                                                                                       |
|  | Rhabdotorrhinus – 4 specii                                                            |
|  |                                                                                       |
|  | Penelopides – 5 specii                                                                |
|  |                                                                                       |

|  | Rhabdotorrhinus – 4 specii |
|  |                            |
|  | Penelopides – 5 specii     |
|  |                            |

|  | Anorrhinus – 3 specii                                                            |
|  |                                                                                  |
|  | \| \| Ocyceros – 3 specii \| \| \| \| \| \| Anthracoceros – 5 specii \| \| \| \| |
|  |                                                                                  |
|  | Ocyceros – 3 specii                                                              |
|  |                                                                                  |
|  | Anthracoceros – 5 specii                                                         |
|  |                                                                                  |

|  | Ocyceros – 3 specii      |
|  |                          |
|  | Anthracoceros – 5 specii |
|  |                          |

|  | Rhyticeros – 6 specii                                                                 |
|  |                                                                                       |
|  | \| \| Rhabdotorrhinus – 4 specii \| \| \| \| \| \| Penelopides – 5 specii \| \| \| \| |
|  |                                                                                       |
|  | Rhabdotorrhinus – 4 specii                                                            |
|  |                                                                                       |
|  | Penelopides – 5 specii                                                                |
|  |                                                                                       |

|  | Rhabdotorrhinus – 4 specii |
|  |                            |
|  | Penelopides – 5 specii     |
|  |                            |

|  | Rhyticeros – 6 specii                                                                 |
|  |                                                                                       |
|  | \| \| Rhabdotorrhinus – 4 specii \| \| \| \| \| \| Penelopides – 5 specii \| \| \| \| |
|  |                                                                                       |
|  | Rhabdotorrhinus – 4 specii                                                            |
|  |                                                                                       |
|  | Penelopides – 5 specii                                                                |
|  |                                                                                       |

|  | Rhabdotorrhinus – 4 specii |
|  |                            |
|  | Penelopides – 5 specii     |
|  |                            |

|  | Rhinoplax          |
|  |                    |
|  | Buceros – 3 specii |
|  |                    |

|  | Anorrhinus – 3 specii                                                            |
|  |                                                                                  |
|  | \| \| Ocyceros – 3 specii \| \| \| \| \| \| Anthracoceros – 5 specii \| \| \| \| |
|  |                                                                                  |
|  | Ocyceros – 3 specii                                                              |
|  |                                                                                  |
|  | Anthracoceros – 5 specii                                                         |
|  |                                                                                  |

|  | Ocyceros – 3 specii      |
|  |                          |
|  | Anthracoceros – 5 specii |
|  |                          |

|  | Rhyticeros – 6 specii                                                                 |
|  |                                                                                       |
|  | \| \| Rhabdotorrhinus – 4 specii \| \| \| \| \| \| Penelopides – 5 specii \| \| \| \| |
|  |                                                                                       |
|  | Rhabdotorrhinus – 4 specii                                                            |
|  |                                                                                       |
|  | Penelopides – 5 specii                                                                |
|  |                                                                                       |

|  | Rhabdotorrhinus – 4 specii |
|  |                            |
|  | Penelopides – 5 specii     |
|  |                            |

|  | Rhyticeros – 6 specii                                                                 |
|  |                                                                                       |
|  | \| \| Rhabdotorrhinus – 4 specii \| \| \| \| \| \| Penelopides – 5 specii \| \| \| \| |
|  |                                                                                       |
|  | Rhabdotorrhinus – 4 specii                                                            |
|  |                                                                                       |
|  | Penelopides – 5 specii                                                                |
|  |                                                                                       |

|  | Rhabdotorrhinus – 4 specii |
|  |                            |
|  | Penelopides – 5 specii     |
|  |                            |

|  | Anorrhinus – 3 specii                                                            |
|  |                                                                                  |
|  | \| \| Ocyceros – 3 specii \| \| \| \| \| \| Anthracoceros – 5 specii \| \| \| \| |
|  |                                                                                  |
|  | Ocyceros – 3 specii                                                              |
|  |                                                                                  |
|  | Anthracoceros – 5 specii                                                         |
|  |                                                                                  |

|  | Ocyceros – 3 specii      |
|  |                          |
|  | Anthracoceros – 5 specii |
|  |                          |

|  | Rhyticeros – 6 specii                                                                 |
|  |                                                                                       |
|  | \| \| Rhabdotorrhinus – 4 specii \| \| \| \| \| \| Penelopides – 5 specii \| \| \| \| |
|  |                                                                                       |
|  | Rhabdotorrhinus – 4 specii                                                            |
|  |                                                                                       |
|  | Penelopides – 5 specii                                                                |
|  |                                                                                       |

|  | Rhabdotorrhinus – 4 specii |
|  |                            |
|  | Penelopides – 5 specii     |
|  |                            |

|  | Rhyticeros – 6 specii                                                                 |
|  |                                                                                       |
|  | \| \| Rhabdotorrhinus – 4 specii \| \| \| \| \| \| Penelopides – 5 specii \| \| \| \| |
|  |                                                                                       |
|  | Rhabdotorrhinus – 4 specii                                                            |
|  |                                                                                       |
|  | Penelopides – 5 specii                                                                |
|  |                                                                                       |

|  | Rhabdotorrhinus – 4 specii |
|  |                            |
|  | Penelopides – 5 specii     |
|  |                            |

|  | Berenicornis           |
|  |                        |
|  | Horizocerus – 4 specii |
|  |                        |

|  | Ceratogymna – 2 specii |
|  |                        |
|  | Bycanistes – 6 specii  |
|  |                        |

|  | Berenicornis           |
|  |                        |
|  | Horizocerus – 4 specii |
|  |                        |

|  | Ceratogymna – 2 specii |
|  |                        |
|  | Bycanistes – 6 specii  |
|  |                        |

|  | Rhinoplax          |
|  |                    |
|  | Buceros – 3 specii |
|  |                    |

|  | Anorrhinus – 3 specii                                                            |
|  |                                                                                  |
|  | \| \| Ocyceros – 3 specii \| \| \| \| \| \| Anthracoceros – 5 specii \| \| \| \| |
|  |                                                                                  |
|  | Ocyceros – 3 specii                                                              |
|  |                                                                                  |
|  | Anthracoceros – 5 specii                                                         |
|  |                                                                                  |

|  | Ocyceros – 3 specii      |
|  |                          |
|  | Anthracoceros – 5 specii |
|  |                          |

|  | Rhyticeros – 6 specii                                                                 |
|  |                                                                                       |
|  | \| \| Rhabdotorrhinus – 4 specii \| \| \| \| \| \| Penelopides – 5 specii \| \| \| \| |
|  |                                                                                       |
|  | Rhabdotorrhinus – 4 specii                                                            |
|  |                                                                                       |
|  | Penelopides – 5 specii                                                                |
|  |                                                                                       |

|  | Rhabdotorrhinus – 4 specii |
|  |                            |
|  | Penelopides – 5 specii     |
|  |                            |

|  | Rhyticeros – 6 specii                                                                 |
|  |                                                                                       |
|  | \| \| Rhabdotorrhinus – 4 specii \| \| \| \| \| \| Penelopides – 5 specii \| \| \| \| |
|  |                                                                                       |
|  | Rhabdotorrhinus – 4 specii                                                            |
|  |                                                                                       |
|  | Penelopides – 5 specii                                                                |
|  |                                                                                       |

|  | Rhabdotorrhinus – 4 specii |
|  |                            |
|  | Penelopides – 5 specii     |
|  |                            |

|  | Anorrhinus – 3 specii                                                            |
|  |                                                                                  |
|  | \| \| Ocyceros – 3 specii \| \| \| \| \| \| Anthracoceros – 5 specii \| \| \| \| |
|  |                                                                                  |
|  | Ocyceros – 3 specii                                                              |
|  |                                                                                  |
|  | Anthracoceros – 5 specii                                                         |
|  |                                                                                  |

|  | Ocyceros – 3 specii      |
|  |                          |
|  | Anthracoceros – 5 specii |
|  |                          |

|  | Rhyticeros – 6 specii                                                                 |
|  |                                                                                       |
|  | \| \| Rhabdotorrhinus – 4 specii \| \| \| \| \| \| Penelopides – 5 specii \| \| \| \| |
|  |                                                                                       |
|  | Rhabdotorrhinus – 4 specii                                                            |
|  |                                                                                       |
|  | Penelopides – 5 specii                                                                |
|  |                                                                                       |

|  | Rhabdotorrhinus – 4 specii |
|  |                            |
|  | Penelopides – 5 specii     |
|  |                            |

|  | Rhyticeros – 6 specii                                                                 |
|  |                                                                                       |
|  | \| \| Rhabdotorrhinus – 4 specii \| \| \| \| \| \| Penelopides – 5 specii \| \| \| \| |
|  |                                                                                       |
|  | Rhabdotorrhinus – 4 specii                                                            |
|  |                                                                                       |
|  | Penelopides – 5 specii                                                                |
|  |                                                                                       |

|  | Rhabdotorrhinus – 4 specii |
|  |                            |
|  | Penelopides – 5 specii     |
|  |                            |

|  | Rhinoplax          |
|  |                    |
|  | Buceros – 3 specii |
|  |                    |

|  | Anorrhinus – 3 specii                                                            |
|  |                                                                                  |
|  | \| \| Ocyceros – 3 specii \| \| \| \| \| \| Anthracoceros – 5 specii \| \| \| \| |
|  |                                                                                  |
|  | Ocyceros – 3 specii                                                              |
|  |                                                                                  |
|  | Anthracoceros – 5 specii                                                         |
|  |                                                                                  |

|  | Ocyceros – 3 specii      |
|  |                          |
|  | Anthracoceros – 5 specii |
|  |                          |

|  | Rhyticeros – 6 specii                                                                 |
|  |                                                                                       |
|  | \| \| Rhabdotorrhinus – 4 specii \| \| \| \| \| \| Penelopides – 5 specii \| \| \| \| |
|  |                                                                                       |
|  | Rhabdotorrhinus – 4 specii                                                            |
|  |                                                                                       |
|  | Penelopides – 5 specii                                                                |
|  |                                                                                       |

|  | Rhabdotorrhinus – 4 specii |
|  |                            |
|  | Penelopides – 5 specii     |
|  |                            |

|  | Rhyticeros – 6 specii                                                                 |
|  |                                                                                       |
|  | \| \| Rhabdotorrhinus – 4 specii \| \| \| \| \| \| Penelopides – 5 specii \| \| \| \| |
|  |                                                                                       |
|  | Rhabdotorrhinus – 4 specii                                                            |
|  |                                                                                       |
|  | Penelopides – 5 specii                                                                |
|  |                                                                                       |

|  | Rhabdotorrhinus – 4 specii |
|  |                            |
|  | Penelopides – 5 specii     |
|  |                            |

|  | Anorrhinus – 3 specii                                                            |
|  |                                                                                  |
|  | \| \| Ocyceros – 3 specii \| \| \| \| \| \| Anthracoceros – 5 specii \| \| \| \| |
|  |                                                                                  |
|  | Ocyceros – 3 specii                                                              |
|  |                                                                                  |
|  | Anthracoceros – 5 specii                                                         |
|  |                                                                                  |

|  | Ocyceros – 3 specii      |
|  |                          |
|  | Anthracoceros – 5 specii |
|  |                          |

|  | Rhyticeros – 6 specii                                                                 |
|  |                                                                                       |
|  | \| \| Rhabdotorrhinus – 4 specii \| \| \| \| \| \| Penelopides – 5 specii \| \| \| \| |
|  |                                                                                       |
|  | Rhabdotorrhinus – 4 specii                                                            |
|  |                                                                                       |
|  | Penelopides – 5 specii                                                                |
|  |                                                                                       |

|  | Rhabdotorrhinus – 4 specii |
|  |                            |
|  | Penelopides – 5 specii     |
|  |                            |

|  | Rhyticeros – 6 specii                                                                 |
|  |                                                                                       |
|  | \| \| Rhabdotorrhinus – 4 specii \| \| \| \| \| \| Penelopides – 5 specii \| \| \| \| |
|  |                                                                                       |
|  | Rhabdotorrhinus – 4 specii                                                            |
|  |                                                                                       |
|  | Penelopides – 5 specii                                                                |
|  |                                                                                       |

|  | Rhabdotorrhinus – 4 specii |
|  |                            |
|  | Penelopides – 5 specii     |
|  |                            |

|  | Lophoceros – 8 specii |
|  |                       |
|  | Tockus – 10 specii    |
|  |                       |

|  | Berenicornis           |
|  |                        |
|  | Horizocerus – 4 specii |
|  |                        |

|  | Ceratogymna – 2 specii |
|  |                        |
|  | Bycanistes – 6 specii  |
|  |                        |

|  | Berenicornis           |
|  |                        |
|  | Horizocerus – 4 specii |
|  |                        |

|  | Ceratogymna – 2 specii |
|  |                        |
|  | Bycanistes – 6 specii  |
|  |                        |

|  | Rhinoplax          |
|  |                    |
|  | Buceros – 3 specii |
|  |                    |

|  | Anorrhinus – 3 specii                                                            |
|  |                                                                                  |
|  | \| \| Ocyceros – 3 specii \| \| \| \| \| \| Anthracoceros – 5 specii \| \| \| \| |
|  |                                                                                  |
|  | Ocyceros – 3 specii                                                              |
|  |                                                                                  |
|  | Anthracoceros – 5 specii                                                         |
|  |                                                                                  |

|  | Ocyceros – 3 specii      |
|  |                          |
|  | Anthracoceros – 5 specii |
|  |                          |

|  | Rhyticeros – 6 specii                                                                 |
|  |                                                                                       |
|  | \| \| Rhabdotorrhinus – 4 specii \| \| \| \| \| \| Penelopides – 5 specii \| \| \| \| |
|  |                                                                                       |
|  | Rhabdotorrhinus – 4 specii                                                            |
|  |                                                                                       |
|  | Penelopides – 5 specii                                                                |
|  |                                                                                       |

|  | Rhabdotorrhinus – 4 specii |
|  |                            |
|  | Penelopides – 5 specii     |
|  |                            |

|  | Rhyticeros – 6 specii                                                                 |
|  |                                                                                       |
|  | \| \| Rhabdotorrhinus – 4 specii \| \| \| \| \| \| Penelopides – 5 specii \| \| \| \| |
|  |                                                                                       |
|  | Rhabdotorrhinus – 4 specii                                                            |
|  |                                                                                       |
|  | Penelopides – 5 specii                                                                |
|  |                                                                                       |

|  | Rhabdotorrhinus – 4 specii |
|  |                            |
|  | Penelopides – 5 specii     |
|  |                            |

|  | Anorrhinus – 3 specii                                                            |
|  |                                                                                  |
|  | \| \| Ocyceros – 3 specii \| \| \| \| \| \| Anthracoceros – 5 specii \| \| \| \| |
|  |                                                                                  |
|  | Ocyceros – 3 specii                                                              |
|  |                                                                                  |
|  | Anthracoceros – 5 specii                                                         |
|  |                                                                                  |

|  | Ocyceros – 3 specii      |
|  |                          |
|  | Anthracoceros – 5 specii |
|  |                          |

|  | Rhyticeros – 6 specii                                                                 |
|  |                                                                                       |
|  | \| \| Rhabdotorrhinus – 4 specii \| \| \| \| \| \| Penelopides – 5 specii \| \| \| \| |
|  |                                                                                       |
|  | Rhabdotorrhinus – 4 specii                                                            |
|  |                                                                                       |
|  | Penelopides – 5 specii                                                                |
|  |                                                                                       |

|  | Rhabdotorrhinus – 4 specii |
|  |                            |
|  | Penelopides – 5 specii     |
|  |                            |

|  | Rhyticeros – 6 specii                                                                 |
|  |                                                                                       |
|  | \| \| Rhabdotorrhinus – 4 specii \| \| \| \| \| \| Penelopides – 5 specii \| \| \| \| |
|  |                                                                                       |
|  | Rhabdotorrhinus – 4 specii                                                            |
|  |                                                                                       |
|  | Penelopides – 5 specii                                                                |
|  |                                                                                       |

|  | Rhabdotorrhinus – 4 specii |
|  |                            |
|  | Penelopides – 5 specii     |
|  |                            |

|  | Rhinoplax          |
|  |                    |
|  | Buceros – 3 specii |
|  |                    |

|  | Anorrhinus – 3 specii                                                            |
|  |                                                                                  |
|  | \| \| Ocyceros – 3 specii \| \| \| \| \| \| Anthracoceros – 5 specii \| \| \| \| |
|  |                                                                                  |
|  | Ocyceros – 3 specii                                                              |
|  |                                                                                  |
|  | Anthracoceros – 5 specii                                                         |
|  |                                                                                  |

|  | Ocyceros – 3 specii      |
|  |                          |
|  | Anthracoceros – 5 specii |
|  |                          |

|  | Rhyticeros – 6 specii                                                                 |
|  |                                                                                       |
|  | \| \| Rhabdotorrhinus – 4 specii \| \| \| \| \| \| Penelopides – 5 specii \| \| \| \| |
|  |                                                                                       |
|  | Rhabdotorrhinus – 4 specii                                                            |
|  |                                                                                       |
|  | Penelopides – 5 specii                                                                |
|  |                                                                                       |

|  | Rhabdotorrhinus – 4 specii |
|  |                            |
|  | Penelopides – 5 specii     |
|  |                            |

|  | Rhyticeros – 6 specii                                                                 |
|  |                                                                                       |
|  | \| \| Rhabdotorrhinus – 4 specii \| \| \| \| \| \| Penelopides – 5 specii \| \| \| \| |
|  |                                                                                       |
|  | Rhabdotorrhinus – 4 specii                                                            |
|  |                                                                                       |
|  | Penelopides – 5 specii                                                                |
|  |                                                                                       |

|  | Rhabdotorrhinus – 4 specii |
|  |                            |
|  | Penelopides – 5 specii     |
|  |                            |

|  | Anorrhinus – 3 specii                                                            |
|  |                                                                                  |
|  | \| \| Ocyceros – 3 specii \| \| \| \| \| \| Anthracoceros – 5 specii \| \| \| \| |
|  |                                                                                  |
|  | Ocyceros – 3 specii                                                              |
|  |                                                                                  |
|  | Anthracoceros – 5 specii                                                         |
|  |                                                                                  |

|  | Ocyceros – 3 specii      |
|  |                          |
|  | Anthracoceros – 5 specii |
|  |                          |

|  | Rhyticeros – 6 specii                                                                 |
|  |                                                                                       |
|  | \| \| Rhabdotorrhinus – 4 specii \| \| \| \| \| \| Penelopides – 5 specii \| \| \| \| |
|  |                                                                                       |
|  | Rhabdotorrhinus – 4 specii                                                            |
|  |                                                                                       |
|  | Penelopides – 5 specii                                                                |
|  |                                                                                       |

|  | Rhabdotorrhinus – 4 specii |
|  |                            |
|  | Penelopides – 5 specii     |
|  |                            |

|  | Rhyticeros – 6 specii                                                                 |
|  |                                                                                       |
|  | \| \| Rhabdotorrhinus – 4 specii \| \| \| \| \| \| Penelopides – 5 specii \| \| \| \| |
|  |                                                                                       |
|  | Rhabdotorrhinus – 4 specii                                                            |
|  |                                                                                       |
|  | Penelopides – 5 specii                                                                |
|  |                                                                                       |

|  | Rhabdotorrhinus – 4 specii |
|  |                            |
|  | Penelopides – 5 specii     |
|  |                            |

|  | Berenicornis           |
|  |                        |
|  | Horizocerus – 4 specii |
|  |                        |

|  | Ceratogymna – 2 specii |
|  |                        |
|  | Bycanistes – 6 specii  |
|  |                        |

|  | Berenicornis           |
|  |                        |
|  | Horizocerus – 4 specii |
|  |                        |

|  | Ceratogymna – 2 specii |
|  |                        |
|  | Bycanistes – 6 specii  |
|  |                        |

|  | Rhinoplax          |
|  |                    |
|  | Buceros – 3 specii |
|  |                    |

|  | Anorrhinus – 3 specii                                                            |
|  |                                                                                  |
|  | \| \| Ocyceros – 3 specii \| \| \| \| \| \| Anthracoceros – 5 specii \| \| \| \| |
|  |                                                                                  |
|  | Ocyceros – 3 specii                                                              |
|  |                                                                                  |
|  | Anthracoceros – 5 specii                                                         |
|  |                                                                                  |

|  | Ocyceros – 3 specii      |
|  |                          |
|  | Anthracoceros – 5 specii |
|  |                          |

|  | Rhyticeros – 6 specii                                                                 |
|  |                                                                                       |
|  | \| \| Rhabdotorrhinus – 4 specii \| \| \| \| \| \| Penelopides – 5 specii \| \| \| \| |
|  |                                                                                       |
|  | Rhabdotorrhinus – 4 specii                                                            |
|  |                                                                                       |
|  | Penelopides – 5 specii                                                                |
|  |                                                                                       |

|  | Rhabdotorrhinus – 4 specii |
|  |                            |
|  | Penelopides – 5 specii     |
|  |                            |

|  | Rhyticeros – 6 specii                                                                 |
|  |                                                                                       |
|  | \| \| Rhabdotorrhinus – 4 specii \| \| \| \| \| \| Penelopides – 5 specii \| \| \| \| |
|  |                                                                                       |
|  | Rhabdotorrhinus – 4 specii                                                            |
|  |                                                                                       |
|  | Penelopides – 5 specii                                                                |
|  |                                                                                       |

|  | Rhabdotorrhinus – 4 specii |
|  |                            |
|  | Penelopides – 5 specii     |
|  |                            |

|  | Anorrhinus – 3 specii                                                            |
|  |                                                                                  |
|  | \| \| Ocyceros – 3 specii \| \| \| \| \| \| Anthracoceros – 5 specii \| \| \| \| |
|  |                                                                                  |
|  | Ocyceros – 3 specii                                                              |
|  |                                                                                  |
|  | Anthracoceros – 5 specii                                                         |
|  |                                                                                  |

|  | Ocyceros – 3 specii      |
|  |                          |
|  | Anthracoceros – 5 specii |
|  |                          |

|  | Rhyticeros – 6 specii                                                                 |
|  |                                                                                       |
|  | \| \| Rhabdotorrhinus – 4 specii \| \| \| \| \| \| Penelopides – 5 specii \| \| \| \| |
|  |                                                                                       |
|  | Rhabdotorrhinus – 4 specii                                                            |
|  |                                                                                       |
|  | Penelopides – 5 specii                                                                |
|  |                                                                                       |

|  | Rhabdotorrhinus – 4 specii |
|  |                            |
|  | Penelopides – 5 specii     |
|  |                            |

|  | Rhyticeros – 6 specii                                                                 |
|  |                                                                                       |
|  | \| \| Rhabdotorrhinus – 4 specii \| \| \| \| \| \| Penelopides – 5 specii \| \| \| \| |
|  |                                                                                       |
|  | Rhabdotorrhinus – 4 specii                                                            |
|  |                                                                                       |
|  | Penelopides – 5 specii                                                                |
|  |                                                                                       |

|  | Rhabdotorrhinus – 4 specii |
|  |                            |
|  | Penelopides – 5 specii     |
|  |                            |

|  | Rhinoplax          |
|  |                    |
|  | Buceros – 3 specii |
|  |                    |

|  | Anorrhinus – 3 specii                                                            |
|  |                                                                                  |
|  | \| \| Ocyceros – 3 specii \| \| \| \| \| \| Anthracoceros – 5 specii \| \| \| \| |
|  |                                                                                  |
|  | Ocyceros – 3 specii                                                              |
|  |                                                                                  |
|  | Anthracoceros – 5 specii                                                         |
|  |                                                                                  |

|  | Ocyceros – 3 specii      |
|  |                          |
|  | Anthracoceros – 5 specii |
|  |                          |

|  | Rhyticeros – 6 specii                                                                 |
|  |                                                                                       |
|  | \| \| Rhabdotorrhinus – 4 specii \| \| \| \| \| \| Penelopides – 5 specii \| \| \| \| |
|  |                                                                                       |
|  | Rhabdotorrhinus – 4 specii                                                            |
|  |                                                                                       |
|  | Penelopides – 5 specii                                                                |
|  |                                                                                       |

|  | Rhabdotorrhinus – 4 specii |
|  |                            |
|  | Penelopides – 5 specii     |
|  |                            |

|  | Rhyticeros – 6 specii                                                                 |
|  |                                                                                       |
|  | \| \| Rhabdotorrhinus – 4 specii \| \| \| \| \| \| Penelopides – 5 specii \| \| \| \| |
|  |                                                                                       |
|  | Rhabdotorrhinus – 4 specii                                                            |
|  |                                                                                       |
|  | Penelopides – 5 specii                                                                |
|  |                                                                                       |

|  | Rhabdotorrhinus – 4 specii |
|  |                            |
|  | Penelopides – 5 specii     |
|  |                            |

|  | Anorrhinus – 3 specii                                                            |
|  |                                                                                  |
|  | \| \| Ocyceros – 3 specii \| \| \| \| \| \| Anthracoceros – 5 specii \| \| \| \| |
|  |                                                                                  |
|  | Ocyceros – 3 specii                                                              |
|  |                                                                                  |
|  | Anthracoceros – 5 specii                                                         |
|  |                                                                                  |

|  | Ocyceros – 3 specii      |
|  |                          |
|  | Anthracoceros – 5 specii |
|  |                          |

|  | Rhyticeros – 6 specii                                                                 |
|  |                                                                                       |
|  | \| \| Rhabdotorrhinus – 4 specii \| \| \| \| \| \| Penelopides – 5 specii \| \| \| \| |
|  |                                                                                       |
|  | Rhabdotorrhinus – 4 specii                                                            |
|  |                                                                                       |
|  | Penelopides – 5 specii                                                                |
|  |                                                                                       |

|  | Rhabdotorrhinus – 4 specii |
|  |                            |
|  | Penelopides – 5 specii     |
|  |                            |

|  | Rhyticeros – 6 specii                                                                 |
|  |                                                                                       |
|  | \| \| Rhabdotorrhinus – 4 specii \| \| \| \| \| \| Penelopides – 5 specii \| \| \| \| |
|  |                                                                                       |
|  | Rhabdotorrhinus – 4 specii                                                            |
|  |                                                                                       |
|  | Penelopides – 5 specii                                                                |
|  |                                                                                       |

|  | Rhabdotorrhinus – 4 specii |
|  |                            |
|  | Penelopides – 5 specii     |
|  |                            |